# شوح هيدالغوي
شوح هيدالغوي (الاسم العلمي:Abies hidalgensis) هو نوع من النباتات يتبع جنس الشوح من الفصيلة الصنوبرية.